# Ibrahim Ismail
Ibrahim Ismail Muftah (Doha, 10 de maio de 1972) é um antigo atleta catari que competia principalmente em 400 metros. Foi várias vezes campeão asiático e é ainda o recordista do seu país na prova de 400 metros.
Participou na final olímpica de 400 metros, nos Jogos de Barcelona, em 1992, tendo obtido o sétimo lugar. Em 1994 foi escolhido para representar a equipe da Ásia na VII Taça do Mundo de Atletismo, disputada em Londres. Dois anos mais tarde também ficaria apurado para a final de 400 metros nos Jogos Olímpicos de Atlanta, mas viria a não terminar a prova devido a abandono.

## Recordes pessoais
Outdoor
| Prova      | Tempo   | Data                  | Local        |
| ---------- | ------- | --------------------- | ------------ |
| 200 metros | 20,96 s | 23 de outubro de 1991 | Kuala Lumpur |
| 400 metros | 44,66 s | 30 de agosto de 2000  | Jakarta      |

Indoor
| Prova      | Tempo   | Data                | Local   |
| ---------- | ------- | ------------------- | ------- |
| 400 metros | 46,43 s | 12 de março de 1993 | Toronto |